# Politisches System Botswanas

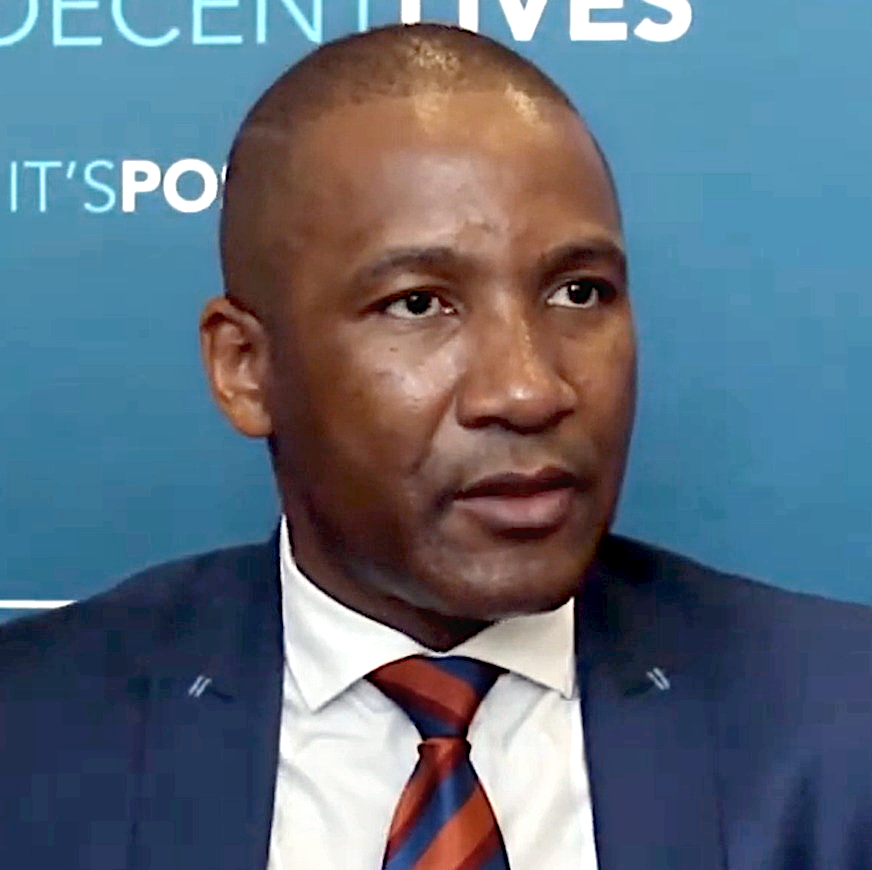
Präsident Duma Boko (2019)

Das politische System Botswanas wird vor allem durch die Verfassung geregelt.

## Verfassung
Die gültige Verfassung stammt aus dem Jahr 1965 und trat mit der Unabhängigkeit der Republik Botswana im Jahr 1966 in Kraft. 2005 wurde die Verfassung teilweise geändert.

## Exekutive
Staatsoberhaupt ist der Präsident, seit November 2024 Duma Boko. Er führt das Kabinett und darf bis zu zehn Jahren amtieren. Der Präsident wird von der Nationalversammlung gewählt. Der Vice-President, der vom Präsidenten ernannt wird, ist sein Stellvertreter. Beide gehören wie die Minister dem Kabinett an, ebenso wie der Secretary to the Cabinet.

## Legislative
Die gesetzgebende Kammer ist die Nationalversammlung (National Assembly). Sie besteht aus 64 oder 65 Mitgliedern. In den 57 Wahlkreisen wird per Direktwahl jeweils ein Abgeordneter gewählt. Dazu kommen der Präsident, der Parlamentssprecher (speaker) – falls er nicht schon Abgeordneter ist – und sechs vom Präsidenten vorgeschlagene und von der Nationalversammlung gewählte Mandatsträger (bis zur Wahl 2014: vier). Die Nationalversammlung wird alle fünf Jahre gewählt. Falls ein Parlamentarier ausscheidet, findet eine Nachwahl statt.
Die Voraussetzungen für die Wählbarkeit zur Nationalversammlung sind in section 61 der Verfassung mit folgenden Eigenschaften beschrieben:
- Die Kandidaten müssen Bürger von Botswana sein.
- Sie müssen das 18. Lebensjahr erreicht haben.
- Sie müssen die Eignung zur Eintragung in das Wählerregister mit der Eigenschaft Elected Members of the National Assembly besitzen.
- Sie müssen sprechen können, ungeachtet bestimmter anderer körperlicher Handicaps müssen sie Englisch soweit beherrschen, dass eine wirkungsvolle Teilhabe am Geschäftsgang des Parlaments möglich ist.[1]

Eine gleichzeitige Mitgliedschaft im House of Chiefs ist ausgeschlossen (section 62, number 1 d).
Das House of Chiefs bzw. Ntlo Ya Dikgosi besitzt keine eigene gesetzgebende Kompetenz, obwohl es verfassungsgemäß in den Gesetzgebungsprozess eingebunden ist (section 85). Diese Kammer hat 33 bis 35 Mitglieder. Zwölf Mitglieder stammen aus der Gruppe der traditionellen Herrscher (Setswana: dikgosi), fünf Personen werden vom Präsidenten ernannt und bis zu 20 Mitglieder, meist weitere traditionelle Herrscher, werden je nach Gebiet durch unterschiedliche Verfahren bestimmt, etwa durch Wahl durch andere dikgosi. Es ist für das Gesetzgebungsorgan und die öffentlichen Verwaltungen beratend tätig. Nach section 85 der Verfassung bestehen Rechte für Stellungnahmen und Anhörungen.
Die Voraussetzungen für die Wählbarkeit zum Ntlo Ya Dikgosi sind in section 79 der Verfassung niedergelegt:
- Die Kandidaten müssen Bürger von Botswana sein.
- Sie müssen das 21. Lebensjahr erreicht haben.[1]

Eine gleichzeitige Mitgliedschaft in der Nationalversammlung ist ausgeschlossen (section 79, number 2 g). Es bestehen insgesamt sieben Gründe, die eine Mitgliedschaft in dieser Kammer versagen.
Die Verfassung ermächtigt das Parlament zu einem Verhalten mit den obersten Zielen seiner Rechtsetzungspraxis zu Frieden, Rechtsstaatlichkeit und gute Regierungsführung für Botswana (section 86: „… make laws for the peace, order and good government of Botswana.“).
Beide Kammern haben ihren Sitz in der Hauptstadt Gaborone.

UDC: 15 Sitze
AP: 1 Sitz
BPF: 3 Sitze
BDP: 38 Sitze
Indirekt gewählt: 6 Sitze
Ex officio: 2 Sitze

Die Nationalversammlung setzt sich seit der Wahl 2019 wie folgt zusammen (bezogen auf die 57 durch Wahl vergebenen Sitze):
- Botswana Democratic Party: 38 Sitze
- Umbrella for Democratic Change: 15 Sitze
- Botswana Patriotic Front: 3 Sitze
- Alliance for Progressives: 1 Sitz

Die ersten Wahlen wurden 1961 abgehalten. Damals wählten Botswanas Europäer 10 Mitglieder in die gesetzgebenden Versammlungen. Der schwarzen Bevölkerung unter Einschluss der Frauen wurden zehn indirekt gewählte Mitglieder zugestanden, dazu kamen zwei von jeder ethnischen Gruppe Nominierte und zehn Kolonialbeamte. Das allgemeine aktive und passive Wahlrecht für alle Frauen und Männer wurde in der vor der Unabhängigkeit verfassten Verfassung am 1. März 1965 garantiert, und dies wurde 1966, als Botswana unabhängig wurde, bestätigt.
Der Frauenanteil in der Nationalversammlung betrug 2014 bis 2019 rund neun Prozent und ist damit im afrikanischen Maßstab niedrig.

## Judikative
Das Rechtssystem Botswanas basiert, ebenso wie das Südafrikas, auf einer Mischform aus dem angloamerikanischen System des Common Law und dem Roman Dutch Law, einem Gemeinen Recht niederländischer Prägung, das sich vom Römischen Recht herleitet. Daneben gibt es traditionelle Rechtsprechungsformen auf lokaler Ebene.
Der Botswana High Court wird vom Chief Justice – der vom Präsidenten ernannt wird – geleitet. Darüber steht der Court of Appeal mit dem President, dem auch der Chief Justice angehört.

## Weitere von der Verfassung vorgegebene Gremien und Amtsträger auf nationaler Ebene
- Der Attorney-General ist der oberste Rechtsberater der Regierung.
- Der Director of Public Prosecutions (etwa: „Direktor der öffentlichen Strafverfolgung“) ist der leitende Staatsanwalt.
- Die Independent Electoral Commission („Unabhängige Wahlkommission“) stellt den ordnungsgemäßen Ablauf der Wahlen sicher.
- Der Auditor-General ist der oberste Rechnungsprüfer des Landes.[1]

## Kommunale Ebene

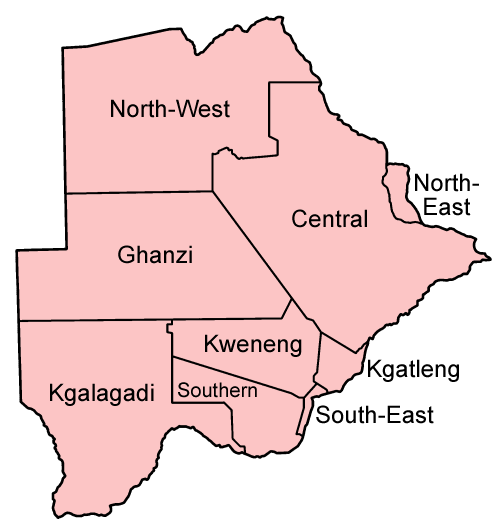
Distrikte Botswanas (ohne selbstverwaltete Städte)

Botswana ist in zehn Distrikte und sechs selbstverwaltete Städte eingeteilt. Außer der Stadt Francistown haben die Verwaltungseinheiten ein Council („Rat“).

## Menschenrechte
Die Verfassung garantiert die Einhaltung der Menschenrechte. Amnesty International dokumentierte jedoch eine Reihe von Verstößen. Im Jahresbericht 2017 wird kritisiert, dass das Recht auf Meinungs- und Versammlungsfreiheit teilweise eingeschränkt war. So wurde ein Journalist wegen „Volksverhetzung“ verfolgt. Demonstrationen wurden teilweise untersagt. Ein Mann wurde wegen homosexueller Beziehungen zu einer dreieinhalbjährigen Haftstrafe verurteilt. Die Todesstrafe wird gelegentlich praktiziert.

## Mitgliedschaften
Botswana ist unter anderem Mitglied der Vereinten Nationen, der Afrikanischen Union, des Commonwealth of Nations und der Southern African Development Community (SADC). Gaborone ist Sitz der SADC.